# Tegalgondo (Karangploso)
Tegalgondo is een bestuurslaag in het regentschap Malang van de provincie Oost-Java, Indonesië. Tegalgondo telt 7621 inwoners (volkstelling 2010).